# قشلاق أوتش بلاغ (مقاطعة بيله سوار)
قشلاق أوتش بلاغ (بالفارسية: قشلاق اوچبلاق) هي منطقة سكنية تقع في إيران في أردبيل. يقدر عدد سكانها بـ 94 نسمة .